# Elisa Branco
Elisa Branco Batista (Barretos, 29 de dezembro de  1912 - São Paulo, 8 de junho de 2001) foi uma militante comunista brasileira.

## Biografia
Admiradora de Luís Carlos Prestes, Elisa se filiou ao PCB e fez parte da Federação das Mulheres de São Paulo e do Movimento Brasileiro dos Partidários da Paz.
Quando ainda morava em Barretos, foi secretária do Comitê Municipal do PCB. Em 1945, durante a campanha eleitoral, começou a ser vigiada pelo DEOPS.
Em 1948, mudou-se para São Paulo e passou a integrar a Campanha pela Paz Mundial, colhendo assinaturas na Praça do Patriarca. No mesmo ano, foi presa durante a instalação do I Congresso dos Trabalhadores Têxteis do Estado de São Paulo.
Em 7 de setembro de 1950, quando trabalhava como costureira, realizou um protesto contra o envio de tropas brasileiras à Guerra da Coreia. No Vale do Anhangabaú, diante do palanque oficial das festividades do Dia da Independência, Elisa abriu uma faixa com os dizeres "Os soldados nossos filhos não irão para a Coreia". Por conta disso, foi condenada por um Tribunal Militar a uma pena de 5 anos de reclusão no Presídio Tiradentes.
Dentro da prisão, passou a alfabetizar outras detentas, além de ensinar corte e costura e higiene pessoal. Do lado de fora passou a ser organizado um grande movimento por sua libertação. Com o apoio popular gerado por ele, o movimento foi capaz de pressionar o governo a realizar um novo julgamento, que absolveu Elisa. Ela permaneceu na prisão por um ano e oito meses.
Em dezembro de 1952 foi agraciada com o Prêmio Lenin da Paz.
Em 1964, durante o Golpe Miltiar, foi presa novamente, desta vez pelo DOPS e sem acusação. Em 1971, nova prisão. Passou três dias desaparecida, até ser liberada por falta de provas.
Em 2000, participou da fundação do Partido Comunista Marxista-Leninista, compondo sua direção nacional.
Ela faleceu na cidade de São Paulo em 8 de junho de 2001 aos 88 anos.